# Duk (condado)
Duk é um condado localizado no estado de Juncáli, Sudão do Sul. Elias Mochnom Wuor é o novo comissário do condado, que substutuiu Aluong Machuor Kulang recentemente.  O condado tem sido palco de conflitos inter-étnicos, e a ONU estima que 20.000 pessoas foram deslocadas pela violência recente no estado de Jonglei. Os condados de Pibor e Uror também foram afetados pelos ataques a atentados, que se intensificaram nos últimos meses.

## Ligações Externas
- Resultados do referendo sobre a independência nos condados de Jonglei (em inglês)